# Ride the Wild Wind
"Ride the Wild Wind" är en låt av det brittiska rockbandet Queen, utgiven 1991 på albumet Innuendo. Låten skrevs av trummisen Roger Taylor, men tillskrivs hela bandet, och släpptes som promosingel i Polen 1992.

## Medverkande
- Freddie Mercury - sång, keyboard
- Brian May - elgitarr
- Roger Taylor - sång, trummor, keyboard
- John Deacon - elbas